# Noah Brunold
Noah Brunold (* 1999) ist ein Schweizer Unihockeyspieler, der beim Nationalliga-A-Verein Chur Unihockey unter Vertrag steht.

## Karriere
Burnold debütierte 2019 für Chur Unihockey in der Nationalliga A.